# Dasychoproctis lasioma
Dasychoproctis lasioma är en fjärilsart som beskrevs av Collenette 1959. Dasychoproctis lasioma ingår i släktet Dasychoproctis och familjen tofsspinnare. Inga underarter finns listade i Catalogue of Life.